# カルバッハ (ウンターフランケン)
カルバッハ (ドイツ語:  Karbach) は、ドイツ連邦共和国バイエルン州ウンターフランケン行政管区のマイン＝シュペッサルト郡に属す市場町であり、マルクトハイデンフェルト行政共同体に加盟している。行政機関は同名の首邑に位置している。

## 地理

### 位置
この町はマイン＝シュペッサルト地域に位置している。

### 自治体の構成
この町は4つのゲマインデタイル（地区）からなる。
- カルバッハ
- フクゼンミューレ
- ヘッセンミューレ
- ノイミューレ

ゲマルクング（伝統的な地籍区分）はカルバッハ単独である。

### 隣接する市町村
- エルレンバッハ・バイ・マルクトハイデンフェルト
- マルクトハイデンフェルト
- ローデン
- ウアシュプリンゲン
- ビルケンフェルト
- レムリンゲン

## 地名

### 語源
この町の名前は、町内を流れるカルバッハ川に由来する。この川は、ツィンメルンでマイン川に合流する。

### 古い表記
この町は、様々な古地図や史料に以下のような表記で記されている。
- 1000年 Carabach
- 1014年 Charbahc
- 1164年 Carbach
- 1172年 Karbach

## 歴史

### 自治体の成立まで
この集落はヴュルツブルク司教領の一部で、1803年の帝国代表者会議主要決議でレーヴェンシュタイン＝ヴェルトハイム伯領となった。両領邦は1500年からフランケン帝国クライスに属していた。1806年にこの村はバーデンのメディアトアムト・シュタインフェルトの一部となり、1816年にオーストリアに割譲された。1819年のフランクフルト分割によりバイエルン領となった。この際、1818年の自治体令に基づき、現在の自治体が成立した。

## 住民

### 人口推移
1988年から2018年までの間にこの町の人口は1,311人から1,439人に128人、約 9.8 % 増加した。
- 1961年: 1152 人
- 1970年: 1154 人
- 1987年: 1308 人
- 1991年: 1345 人
- 1995年: 1414 人
- 2000年: 1356 人
- 2005年: 1439 人
- 2010年: 1437 人
- 2015年: 1439 人

## 行政

### 首長
町長は、ベルトラム・ヴェルライン (Freie Wähler/Unabhängige Bürger, FW/UB) である。彼は2014年にクルト・クナイプに替わって町長に就任し、2020年3月15日の選挙で 81.9 % の支持票を集めてさらに6年の任期を獲得した。

### 議会
カルバッハの町議会は12議席からなる。

### 紋章
図柄: 青地に銀の波帯。その上部は金色のアカトビ。下部は金の小さな十字架を上にのせた金のアンシャル体の大文字「N」。
この紋章は1973年から用いられている。

## 文化と見所

### ユダヤ人墓地
ユダヤ人墓地には、ナチ圧制時代にホロコーストで迫害や殺害の犠牲となったカルバッハ、ホムブルク、マルクトハイデンフェルトのユダヤ人に対する追悼の記念碑が設けられている。

## 経済と社会資本

### 経済構造
2018年の町の税収は、151万4千ユーロで、このうち43万5千ユーロが産業税収入であった。
公式統計によれば、1998年にこの町で働く社会保険支払い義務のある就労者は113人であった。この町に住む社会保険支払い義務のある就労者は643人であった。さらに2016年には13軒の農家があった。農業用地の総面積は 1,456 ha で、このうち 1,289 ha が農耕地、154 ha が牧草地や放牧地などの緑地であった。

### 教育
この町には以下の教育施設がある。
- 幼稚園: 定員85人に対して園児数は69人（2019年）[13]。
- 基礎課程学校: 1校。教員数7人、児童数112人（2018/19年）[14]。